# Sanaba (département)
Cet article concerne le département et la commune rurale. Pour le village chef-lieu, voir Sanaba.
Sanaba est un département et une commune rurale de la province des Banwa, situé dans la région de la Boucle du Mouhoun au Burkina Faso. 

## Géographie

### Démographie
- En 2003, le département comptait 29 525 habitants estimés[1].
- En 2006, le département comptait 33 009 habitants recensés[2].
- En 2019, le département comptait 38 037 habitants recensés

## Administration

### Villages
Le département et la commune rurale de Sanaba est administrativement composé de vingt villages, dont le village chef-lieu homonymes (données de population consolidées en 2012, issues du recensement général de 2006):
- Bendougou (3 417 habitants)
- Bérenkuy (579 habitants)
- Dio (2 296 habitants)
- Founa (1 619 habitants)
- Gnoumakuy (540 habitants)
- Gombio (348 habitants)
- Koba (1 333 habitants)
- Kosso (1 586 habitants)
- Kossoba (2 038 habitants)
- Kounla (449 habitants)
- Moussakuy (1 190 habitants)
- Néména (898 habitants)
- Ouarakuy (504 habitants)
- Pekuy (344 habitants)
- Sanaba (7 112 habitants), chef-lieu
- Sorwa (705 habitants)
- Soumakuy (493 habitants)
- Timba (261 habitants)
- Yenkuy (334 habitants)
- Ziga (6 963 habitants)